# 25552 Gaster
25552 Gaster este un asteroid din centura principală de asteroizi.

## Descriere
25552 Gaster este un asteroid din centura principală de asteroizi. A fost descoperit pe 10 decembrie 1999 la Socorro, New Mexico, în cadrul proiectului LINEAR. Asteroidul prezintă o orbită caracterizată de o semiaxă mare de 2,40 ua, o excentricitate de 0,07 și o înclinație de 5,7° în raport cu ecliptica.